# Prosorhynchus squamatus
Prosorhynchus squamatus är en plattmaskart. Prosorhynchus squamatus ingår i släktet Prosorhynchus och familjen Bucephalidae. Inga underarter finns listade i Catalogue of Life.